# Tanimbarkakadu
Tanimbarkakadu (latin: Cacatua goffiniana) er en fugl i familien kakaduer i ordenen papegøjer, der lever i Indonesien.